# Matěj
Matěj je mužské křestní jméno. Původně hebrejské jméno (hebrejsky מתתיה, Matitja nebo מתתיהו, Matitjahu) znamená „Hospodinův dar“, proto se někdy překládá jako Božidar či Theodor. Starší podobou jména je Matyáš. Později se z původního jména odlišila ještě podoba Matthaios, tedy Matouš. Zkráceně také Mach (jako příjmení, ale také jako jméno).
Podle českého občanského kalendáře má toto jméno svátek 24. února, podle církevního kalendáře 14. května.
Ženská podoba jména Matějka se v Česku nevyskytuje (vzácně v 18. století, latinsky Mathiasia), ovšem podoba Matejka se vyskytuje ve Slovinsku a vzácně též v Chorvatsku a na Slovensku. Další ženská podoba je jméno Matea – toto jméno se nejvíce vyskytuje v Chorvatsku. Další podoba, Mateja, je 6. nejčastější slovinské ženské jméno.

## Odvozeniny a varianty
Domácí podoby jsou Matějek, Matějíček, Matýsek, Máťa, Mates apod., objevuje se také verze Matej. Archaickou podobou jména je Matyáš, která se již stala samostatným jménem.

## Statistické údaje
Následující tabulka uvádí četnost jména v ČR a pořadí mezi mužskými jmény ve srovnání dvou roků, pro které jsou dostupné údaje MV ČR – lze z ní tedy vysledovat trend v užívání tohoto jména:
| Rok       | Četnost     | Pořadí    |
| 1999      | 8764        | 69.       |
| 2002      | 10 924      | 64.       |
| Porovnání | o 8252 více | o 17 lépe |
| 2006      | 19 176      | 47.       |
| 2014      | 33 850      | 31.       |
| 2016      | 38 519      | 32.       |

Změna procentního zastoupení tohoto jména mezi žijícími muži v ČR (tj. procentní změna se započítáním celkového úbytku mužů v ČR za sledované tři roky 1999-2002) je +25,6%, což svědčí o velice strmém nárůstu obliby tohoto jména. Pokud pomineme „exotická“ jména s několika desítkami nebo několika sty výskyty v celé ČR, jedná se společně s Matyášem o jméno s nejrychlejším procentním nárůstem výskytu. Porovnání:2006---2014: o 14 674 více, tj.pořadí o 16 lépe.
Podle údajů ČSÚ se za leden 2006 jednalo o 10. nejčastější mužské jméno novorozenců.

## Známí nositelé jména
- svatý Matěj (apoštol) – světec
- sv. Gorazd II. (Matěj Pavlík) (1879–1942)– československý pravoslavný biskup a světec
- Matěj Alsaský (1137–1173) – hrabě z Boulogne
- Matěj Balcar (* 1991) – český režisér
- Matěj Balga (* 1990) – český cestovatel
- Matej Bel (1684–1749) – slovenský básník, filozof, geograf, pedagog, spisovatel a vědec
- Matěj Belko – český hudebník
- Matěj Burian (* 2000) – český horolezec
- Matěj Cyrus (1569–1618) – kněz a biskup Jednoty Bratrské, literát a překladatel
- Matěj Dadák (* 1975) – český herec, spisovatel a scenárista
- Matěj Dostálek (* 1984) – český divadelní a filmový vědec
- Matěj Duras (1808–1894) – český statkář a obrozenecký buditel
- Matěj Fichtner (* 1984) – český poslanec a místní politik
- Matěj Forman (* 1964) – český výtvarník a divadelník
- Matěj Hádek (* 1975) – český herec
- Matěj Hájek (* 1982) – český sochař
- Matěj Hlaváček (1852–1897) – podnikatel, mecenáš a starosta Košíř
- Matěj Hollan (* 1984) – český aktivista
- Matěj Homola (* 1973) – český zpěvák a kytarista
- Karel Matěj Čapek-Chod (1860–1927) – český spisovatel a novinář
- Matěj z Janova (1350–1393) – český náboženský spisovatel, teolog a římskokatolický duchovní
- Václav Matěj Kramerius (1753–1808) – český spisovatel a nakladatel
- Matěj Kopecký (1775–1847) – český divadelník
- Matěj Netval (1859–1947) – český novinář a překladatel
- Jan-Matěj Rak (* 1977) – český kytarista a zpěvák
- Matěj Rejsek (?–1506) – český kameník a stavitel
- Matěj Ruppert (* 1978) – český zpěvák
- Matěj Stropnický (* 1983) – český herec, místní politik a novinář
- Matěj Anastasia Šimáček (1860–1913) – český novinář a spisovatel
- Matěj Aleš Ungar (1622–1701) – český římskokatolický duchovní
- Matěj Vydra (* 1992) – český fotbalista

## Příjmení
- Jan Matěj (* 1996) – český fotbalista
- Jaroslav Matěj (1908–1942) - český protinacistický odbojář